# Mordoré
Cet article court présente un sujet plus développé dans : Brillant (colorimétrie).
Mordoré se dit d'un objet présentant des reflets dorés, le plus souvent sur un aspect brun. Ce n'est pas un adjectif de couleur à proprement parler ; la texture, le brillant, les reflets chauds, jaune-orangé, qualifient une surface mordorée.
Le terme apparaît au XVIIe siècle, attesté d'abord comme « more doré », où more est une variante de maure (Trésor de la langue française).